# Mythlore
Mythlore es una revista revisada por pares semestral publicada por la Mythopoeic Society estadounidense.

## Historia
Mythlore apareció en enero de 1969, con Glen H. GoodKnight, fundador de la Mythopoeic Society, como editor. Los primeros números eran un fanzine similar a otros de ciencia ficción, aunque con una inclinación «sercon» (‘seria y constructiva’).
Ese fanzine se transformó en una revista trimestral ordinaria con control editorial en su número 58 (1989), y desde su número 85 (invierno de 1999) en una revista completamente revisada por pares, bajo la edición del Dr. Theodore Sherman. La editora actual es Janet Brennan Croft.

## Contenido
Aunque Mythlore publica artículos que exploran los géneros del mito y la fantasía en general, presta atención especial a los tres miembros más prominentes de los Inklings:  J. R. R. Tolkien, C. S. Lewis y Charles Williams. Además de los artículos regulares, publica alguna sección fija, como «Quenti Lambardillion: A Column of Middle-earth Linguistics», sobre las distintas lenguas construidas por Tolkien para ambientar su legendarium, y en particular las lenguas élficas quenya y sindarin, las más desarrolladas por el autor; o «The Inklings Bibliography», críticas de obras sobre los Inklings, sección coordinada por Joe R. Christopher y Wayne G. Hammond.
Ls textos completos de Mythlore desde 2002 en adelante están disponibles en la base de datos electrónica Expanded Academic ASAP (InfoTrac). Mythlore también se encuentra indexada en la Annual Bibliography of English Language and Literature, la Modern Language Association International Bibliography (MLA) y otras fuentes. The Mythopoeic Press publicó en enero de 2008 un índice detallado con resúmenes de los artículos para los números 1 al 100, índice que se actualiza regularmente desde entonces vía addenda en la página web de la revista.